# Cục Bảo vệ thực vật (Việt Nam)
Cục Bảo vệ thực vật (tiếng Anh: Plant Protection Department, viết tắt là PPD) là cơ quan trực thuộc Bộ Nông nghiệp và Phát triển nông thôn, thực hiện chức năng tham mưu, giúp Bộ trưởng quản lý nhà nước và tổ chức thực thi pháp luật trong lĩnh vực bảo vệ và kiểm dịch thực vật, phân bón, an toàn thực phẩm có nguồn gốc thực vật thuộc phạm vi quản lý nhà nước của Bộ theo phân cấp, ủy quyền của Bộ trưởng.
Chức năng, nhiệm vụ, quyền hạn, cơ cấu tổ chức của Cục Bảo vệ thực vật được quy định tại Quyết định số 928/QĐ-BNN-TCCB ngày 24 tháng 3 năm 2017 của Bộ trưởng Bộ Nông nghiệp và Phát triển nông thôn.

## Lịch sử hình thành và phát triển
- Xem chi tiết: Lịch sử hình thành và phát triển của Cục Bảo vệ thực vật

Cục Bảo vệ và kiểm dịch thực vật được thành lập ngày 5 tháng 10 năm 1961 theo Nghị định số 152/CP của Hội đồng Chính phủ. Cục là tiền thân của Cục Bảo vệ thực vật ngày nay.

## Nhiệm vụ và quyền hạn
Theo Điều 2, Quyết định số 928/QĐ-BNN-TCCB ngày 24 tháng 3 năm 2017 của Bộ trưởng Bộ Nông nghiệp và Phát triển nông thôn, Cục Bảo vệ thực vật có các nhiệm vụ, quyền hạn trong các lĩnh vực chính:
- Phòng, chống sinh vật gây hại thực vật.
- Kiểm dịch thực vật.
- Quản lý thuốc bảo vệ thực vật.
- Quản lý phân bón.
- Quản lý an toàn thực phẩm đối với sản phẩm có nguồn gốc thực vật từ công đoạn sản xuất ban đầu đến thu hoạch, sơ chế, bảo quản, vận chuyển kinh doanh; kiểm tra an toàn thực phẩm xuất khẩu, nhập khẩu.
- Xử lý rào cản kỹ thuật về xuất khẩu, nhập khẩu sản phẩm có nguồn gốc thực vật theo phân công của Bộ trưởng và quy định pháp luật.
- Cấp, cấp lại, gia hạn, thu hồi giấy phép, giấy chứng nhận thuộc phạm vi quản lý của Cục và hướng dẫn, kiểm tra việc thực hiện theo quy định.
- Thẩm định, đánh giá, chỉ định, công nhận và quản lý hoạt động của phòng, đơn vị thử nghiệm, kiểm nghiệm, kiểm định, đánh giá sự phù hợp về thuốc bảo vệ thực vật, phân bón, an toàn thực phẩm thuộc phạm vi quản lý của Cục theo quy định pháp luật.

## Lãnh đạo Cục[2]
- Cục trưởng: Huỳnh Tấn Đạt
- Phó Cục trưởng:

1. Nguyễn Quý Dương, Phó Bí thư Đảng ủy Cục
2. Lê Văn Thiệt
3. Nguyễn Thị Thu Hương

## Cơ cấu tổ chức
(Theo Khoản 2, 3, 4, Điều 3, Quyết định số 928/QĐ-BNN-TCCB ngày 24 tháng 3 năm 2017 của Bộ trưởng Bộ Nông nghiệp và Phát triển nông thôn)

### Các phòng tham mưu[3]
- Văn phòng Cục (có bộ phận thường trực phía Nam)
- Phòng Kế hoạch
- Phòng Tài chính
- Phòng Bảo vệ thực vật
- Phòng Kiểm dịch thực vật
- Phòng Thuốc bảo vệ thực vật
- Phòng Quản lý Phân bón
- Phòng An toàn thực phẩm và Môi trường
- Phòng Hợp tác quốc tế và Truyền thông
- Phòng Thanh tra, Pháp chế

### Các Chi cục vùng trực thuộc[4]
- Chi cục Kiểm dịch thực vật vùng I, trụ sở đặt tại số 2 Trần Quang Khải, thành phố Hải Phòng
- Chi cục Kiểm dịch thực vật vùng II, trụ sở đặt tại số 28 Mạc Đĩnh Chi, quận 1, Thành phố Hồ Chí Minh
- Chi cục Kiểm dịch thực vật vùng III, trụ sở đặt tại số 146 Hoàng Diệu, thành phố Đà Nẵng
- Chi cục Kiểm dịch thực vật vùng IV, trụ sở đặt tại số 66 Lê Hồng Phong, thành phố Quy Nhơn, tỉnh Bình Định
- Chi cục Kiểm dịch thực vật vùng V, trụ sở đặt tại số 7A Lê Văn Hiến, phường Đức Thắng, quận Bắc Từ Liêm, thành phố Hà Nội
- Chi cục Kiểm dịch thực vật vùng VI, trụ sở đặt tại số 28 Trần Phú, thành phố Vinh, tỉnh Nghệ An
- Chi cục Kiểm dịch thực vật vùng VII, trụ sở đặt tại số 98B Ngô Quyền, phường Đông Kinh, thành phố Lạng Sơn, tỉnh Lạng Sơn
- Chi cục Kiểm dịch thực vật vùng VIII, trụ sở đặt tại số 7 đường Nguyễn Huệ, thành phố Lào Cai, tỉnh Lào Cai
- Chi cục Kiểm dịch thực vật vùng IX, trụ sở đặt tại số 386 B đường Cách mạng Tháng 8, thành phố Cần Thơ

### Các đơn vị sự nghiệp[5]
- Trung tâm Bảo vệ thực vật phía Bắc, trụ sở đặt tại xã Trưng Trắc, huyện Văn Lâm, tỉnh Hưng Yên
- Trung tâm Bảo vệ thực vật khu IV, trụ sở đặt tại số 28 Trần Phú, thành phố Vinh, tỉnh Nghệ An
- Trung tâm Bảo vệ thực vật miền Trung, trụ sở đặt tại Núi Bút, thành phố Quảng Ngãi, tỉnh Quảng Ngãi
- Trung tâm Bảo vệ thực vật phía Nam, trụ sở đặt tại xã Long Định, huyện Châu Thành, tỉnh Tiền Giang
- Trung tâm Kiểm định và khảo nghiệm thuốc bảo vệ thực vật phía Bắc, trụ sở đặt tại số 7A Lê Văn Hiến, phường Đức Thắng, quận Bắc Từ Liêm, thành phố Hà Nội
- Trung tâm Kiểm định và khảo nghiệm thuốc bảo vệ thực vật phía Nam, trụ sở đặt tại số 28 Mạc Đĩnh Chi, Quận 1, Thành phố Hồ Chí Minh
- Trung tâm Khảo kiểm nghiệm phân bón Quốc gia, trụ sở đặt tại thành phố Hà Nội
- Trung tâm Kiểm dịch thực vật sau nhập khẩu I; trụ sở đặt tại phường Đức Thắng, quận Bắc Từ Liêm, thành phố Hà Nội
- Trung tâm Kiểm dịch thực vật sau nhập khẩu II, trụ sở đặt tại 28 Mạc Đĩnh Chi, Quận 1, Thành phố Hồ Chí Minh
- Trung tâm Giám định Kiểm dịch thực vật, trụ sở đặt tại số 7A Lê Văn Hiến, phường Đức Thắng, quận Bắc Từ Liêm, thành phố Hà Nội